# NGC 482
NGC 482 ist eine Spiralgalaxie vom Hubble-Typ Sab im Sternbild Phönix am Südsternhimmel. Sie ist schätzungsweise 291 Millionen Lichtjahre von der Milchstraße entfernt und hat einen Durchmesser von etwa 185.000 Lj.
Das Objekt wurde am 23. Oktober 1835 von dem britischen Astronomen John Herschel entdeckt.